# Joachim Fredrich Engelbrecht
Joachim Fredrich Engelbrecht, född 27 augusti 1779 i Greifswald, död 23 mars 1828 i Övergrans församling, var en tysk-svensk präst.

## Biografi
Joachim Fredrich Engelbrecht föddes 1779 i Greifswald. Han var son till en stadsbyggmästare. Engelbrecht blev 1796 student vid Greifswalds universitet och 1800 vid Uppsala universitet, samt inskrevs 1805 vid Stockholms nations matrikel. Han avlade 1802 magisterexamen vid Greifswalds universitet och blev 21 juni 1806 rektor vid Norrköpings trivialskola. Engelbrecht prästvigdes 24 maj 1805 i Uppsala till extra ordinarie bataljonspredikant vid dåvarande sekundchefen Herman Fredrik Christian von Engelbrechtens kavalleriregemente. Han blev avlade 13 juni 1811 pastoralexamen och blev 1 september 1817 konrektor vid Tyska Lyceum i Stockholm. Engelbrecht blev 9 februari 1825 kyrkoherde i Övergrans församling. Han avled 1828.

### Familj
Engelbrecht gifte sig 1806 med Anna Maria Nyström (1777–1827). De fick tillsammans barnen bokhållaren Fredric Gustaf Israel Engelbrecht (1807–1861) i Stockholm, kaptenen Per Henric Engelbrecht (1808–1854) vid Södermanlands regemente, Carl Theodor Engelbrecht (1810–1810) och Anna Maria Engelbrecht (född 1811).

### Fotnoter
1. 1 2  Meurling, Erik; Johan Alfred Westerlund, Johan Axel Setterdahl (1917-1919). Linköpings stifts herdaminne. 3. Linköping: Östgöta Correspondentens Boktryckeri AB. sid. 173. Libris 41149. https://litteraturbanken.se/f%C3%B6rfattare/WesterlundJA/titlar/Link%C3%B6pingsStiftsHerdaminne3/sida/189/faksimil